# Терновое (Голованевский район)
Терновое (укр. Тернове, до 18 февраля 2016 г. — Цюрупы) — село в Перегоновской сельской общине Голованевского района Кировоградской области Украины.
Почтовый индекс — 26524. Телефонный код — 5252. Занимает площадь 0,214 км². Код КОАТУУ — 3521484204.